# Gea (animal)
Gea es un género de arañas araneomorfas de la familia Araneidae. Se encuentra en Asia, Oceanía, América y África subsahariana.

## Lista de especies
Según The World Spider Catalog 12.0:
- Gea africana Simon, 1895
- Gea argiopides Strand, 1911
- Gea bituberculata (Thorell, 1881)
- Gea eff Levi, 1983
- Gea heptagon (Hentz, 1850)
- Gea infuscata Tullgren, 1910
- Gea nilotica Simon, 1906
- Gea spinipes C. L. Koch, 1843
- Gea subarmata Thorell, 1890
- Gea theridioides (L. Koch, 1872)
- Gea transversovittata Tullgren, 1910
- Gea zaragosa Barrion & Litsinger, 1995
- †Gea krantzi von Heyden, 1859